# Euhesma filicis
Euhesma filicis är en biart som först beskrevs av Cockerell 1926.  Euhesma filicis ingår i släktet Euhesma och familjen korttungebin. Inga underarter finns listade i Catalogue of Life.